# Escala de cielo oscuro de Bortle
La escala de cielo oscuro de Bortle mide el brillo del cielo nocturno y fue creada por John E. Bortle, apareciendo en el número de febrero de 2001 de la revista Sky&Telescope.
La escala de Bortle se utiliza como el principio organizador del libro de 2013 El fin de la oscuridad, por el estadounidense Paul Bogard.
Esta escala tiene 9 niveles, siendo el nivel 1 el de los cielos más oscuros existentes en la Tierra y el nivel 9 el del cielo visto desde el centro de una ciudad.

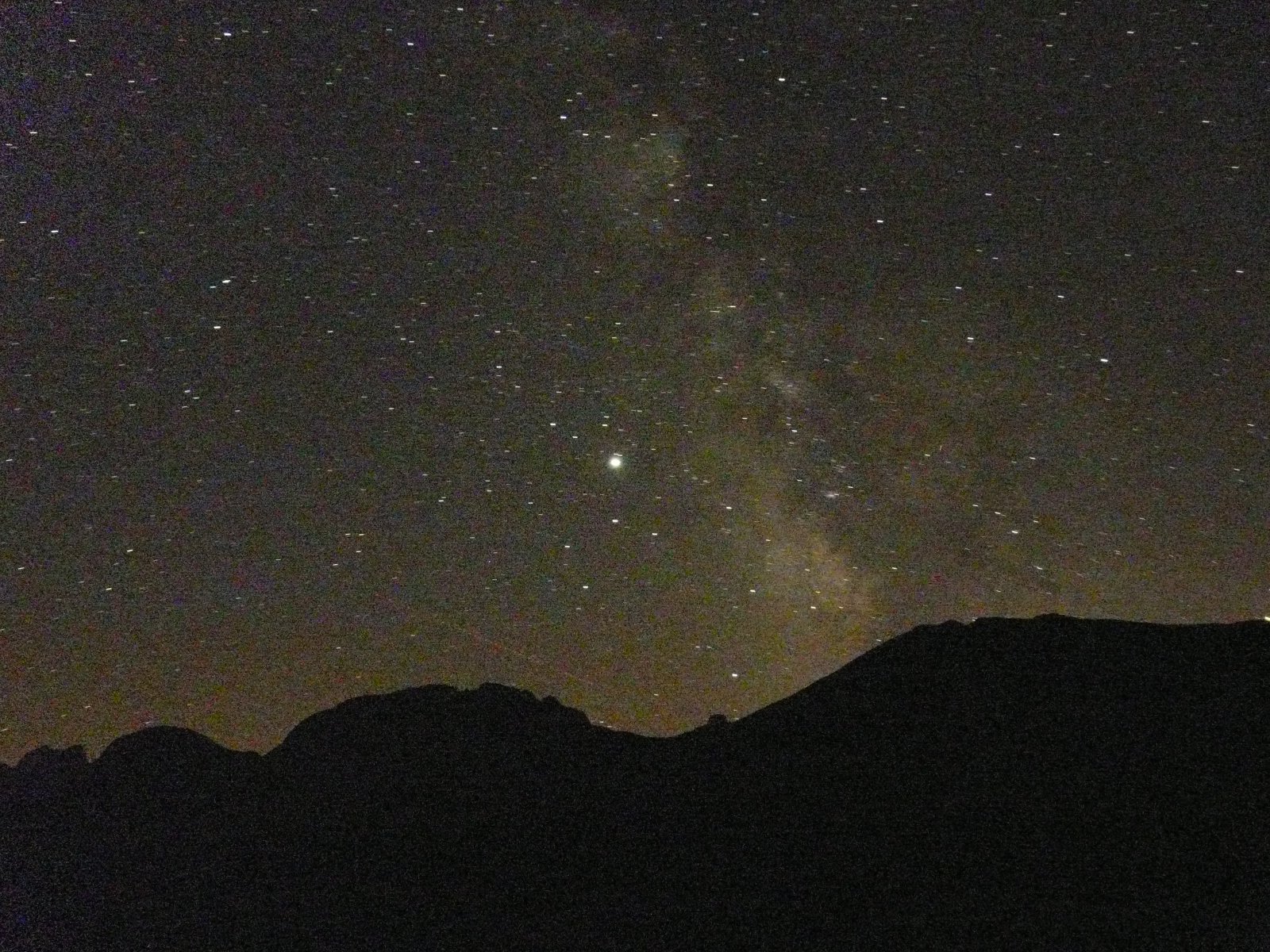
Una imagen tomada bajo un cielo de clase 3-4.

La correspondencia entre los colores que aparecen en las referencias dadas abajo y las de esta escala solo son aproximados:
| Clase | Título                                     | Color    | Magnitud límite a simple vista | Descripción |
| ----- | ------------------------------------------ | -------- | ------------------------------ | --- |
| 1     | Ubicación con cielo oscuro excelente       | negro    | 7.6 – 8.0                      | La Luz zodiacal, gegenschein, y banda zodiacal son visibles; M33 es visible a simple vista sin problemas; las regiones de la Vía Láctea de las constelaciones de Escorpión y Sagitario proyectan sombras en el suelo; Júpiter y Venus afectan a la adaptación a la oscuridad del ojo, y es imposible ver los alrededores. |
| 2     | Ubicación con cielo oscuro típica          | gris     | 7.1 – 7.5                      | M33 es visible a simple vista; La Vía Láctea de verano aparece muy compleja; la luz zodiacal se ve amarillenta y proyecta sombras al alba y al crepúsculo; las nubes únicamente son visibles cómo zonas oscuras sin estrellas; los alrededores se ven visibles débilmente recortados contra el cielo; muchos cúmulos globulares del Catálogo Messier son aún visibles a simple vista.                                                               |
| 3     | Cielo rural                                | azul     | 6.6 – 7.0                      | Se aprecia algo de contaminación lumínica en el horizonte, donde las nubes aparecen iluminadas; siguen apareciendo oscuras en la parte superior del cielo; la Vía Láctea sigue apareciendo compleja; M15, M4, M5, M22 son visibles a simple vista; M33 es fácil de ver con visión desviada; la luz zodiacal aparece impresionante en primavera y otoño y aún puede apreciarse su color; los alrededores son difíciles de ver.                       |
| 4     | Transición entre cielo rural y periurbano  | verde    | 6.1 – 6.5                      | Varias cúpulas de polución lumínica son visibles en varias direcciones sobre el horizonte; la luz zodiacal es aún visible, pero no tan impresionante, llegando hasta el cénit en primavera. La Vía Láctea sigue siendo espectacular, pero empieza a perder detalles. M33 es difícil de ver incluso con visión desviada y sólo a >55° de altura. Las nubes se ven como en el caso anterior, y es fácil ver los alrededores, incluso en la distancia. |
| 5     | Cielo periurbano                           | amarillo | 5.6 – 6.0                      | La luz zodiacal sólo es débilmente visible y en las mejores noches de primavera y otoño; la Vía Láctea aparece muy débil o invisible cerca del horizonte y en su punto más alto aparece "desgastada"; se ven fuentes de luz en todas o casi todas las direcciones; las nubes aparecen considerablemente más brillantes que el cielo. |
| 6     | Cielo periurbano brillante                 | naranja  | 5.1 – 5.5                      | La luz zodiacal es invisible. La Vía Láctea sólo es visible en el cénit; el cielo hasta una altura de 35° del horizonte aparece gris blanquecino; las nubes aparecen brillantes en cualquier parte del cielo. M33 sólo es visible con al menos binoculares, y Andrómeda es débilmente visible a simple vista. |
| 7     | Transición entre cielo periurbano y urbano | rojo     | 5.0 en el mejor caso           | Todo el cielo tiene un tono gris blanquecino, y pueden apreciarse fuentes de luz en todas direcciones. La Vía Láctea es invisible; la Galaxia de Andrómeda y el Pesebre pueden verse -aunque mal- a simple vista; incluso con telescopios de apertura moderada, los objetos Messier más brillantes aparecen únicamente cómo las sombras de lo que son en lugares mucho mejores.                                                                     |
| 8     | Cielo urbano                               | blanco   | 4.5 en el mejor caso           | El cielo brilla blanco o naranja, y su luz permite leer; sólo los observadores experimentados pueden ver la Galaxia de Andrómeda y el Pesebre en noches propicias; incluso al telescopio sólo pueden verse objetos Messier brillantes; las estrellas que forman asterismos familiares de las constelaciones pueden ser invisibles o en el mejor de los casos débilmente visibles.                                                                   |
| 9     | Cielo de centro de ciudad.                 | blanco   | 4.0 en el mejor de los casos   | El cielo brilla intensamente y muchas estrellas, así como constelaciones formadas por estrellas débiles no se ven. No hay ningún objeto Messier visible a simple vista a excepción de las Pléyades, los únicos objetos que pueden verse todavía en condiciones son la Luna, los planetas, unos pocos cúmulos estelares brillantes, y poco más. |